# الحرب الإنجليزية الماراثية الأولى
كانت الحرب الإنجليزية الماراثية الأولى (1775-1782) أول الحروب الثلاثة التي دارت بين شركة الهند الشرقية البريطانية وإمبراطورية المراثا في الهند. بدأت الحرب بمعاهدة سورات وانتهت بمعاهدة صلبي.